# تئودور نیشابوری
تئودور نیشابوری یا تئودورِ ابرشهر یک پزشک ایرانی مسیحی اهل نیشابور در سده چهارم میلادی بود. به سفارش وی شاهپور دوم کلیسایی در نیشابور در سده چهارم میلادی بنا نهاد.